# Żiwko Wangełow
Żiwko Atanasow Wangełow (bułg. Живко Атанасов Вангелов, ur. 7 lipca 1960 w Nowej Zagorze) – bułgarski zapaśnik walczący w stylu klasycznym. Srebrny medalista olimpijski z Seulu w kategorii 62 kg.
Zdobył cztery medale na mistrzostwach świata, złoty w 1985 i 1987. Zwyciężał w mistrzostwach Europy w 1983 i 1987. Trzeci na MŚ juniorów w 1981 roku.
- Turniej w Seulu 1988

Pokonał Jenő Bódiego z Węgier, Jukkę Loikasa z Finlandii, Shigekiego Nishiguchiego z Japonii i Szwajcara Hugona Dietschego. W walce o złoty medal przegrał z zawodnikiem radzieckim Kamandarem Madżydowem.